# Stawiany (województwo zachodniopomorskie)
Stawiany – osada w Polsce położona w województwie zachodniopomorskim, w powiecie świdwińskim, w gminie Świdwin.